# Extinção de punibilidade
Extinção de punibilidade é a impossibilidade de punir o autor de um crime.
Punibilidade é a possibilidade subjetiva do Estado punir o autor de um Crime. Não se deve confundir Punibilidade, que é uma situação ou característica que produz efeito posterior ao crime consumado e reconhecido, característica que impede que o autor seja punido; com a Culpabilidade, que é um pressuposto de Autoria (direito penal), pressuposto sem a qual, mesmo já estando efetivado o crime, não se reConhece a sua autoria pois o agente não possui culpa, não pode ser responsabilizado por seus atos. 
Como exemplo de exclusão de culpabilidade temos o agente totalmente incapaz mentalmente, que comete um homicídio nesse estado. Sendo plenamente incapaz, não tem culpa, e a lei diz que ele não pode ser responsabilizado por este crime, situação que não mudará em relação a esse delito nem caso um dia cure-se e torne-se consciente e responsável pelos seus atos a partir daí. Já como exemplo de extinção de punibilidade, temos o agente que, capaz e consciente foi acusado de praticar homicídio. Caso, após a condenação ele venha a morrer, sua punibilidade estará extinta, porém sua culpa quanto ao delito não terá deixado de existir. Caso venha a se provar em Ação de Revisão Criminal a sua inocência, caberá, como exemplo, pedido de indenização por parte do Estado a seus descendentes.
As causas que extinguem a punibilidade do autor do delito são as seguintes:
- Morte
- Anistia
- Graça
- Indulto
- Abolitio criminis
- Prescrição
- Decadência
- Perempção
- Renúncia
- Perdão
- Retratação

As causas extintivas da punibilidade não fazem desaparecer o Delito, mas o tornam inimpunível, já que o Estado perdeu o seu "jus puniendi". Existe a infração, mas esta não é mais punível. As causas extintivas da Punibilidade encontram previsão legal no Art. 107 do Codigo Penal, porém, devemos lembrar que seu rol não é taxativo, mas exemplificativo.
"Havendo Concurso de agentes, as causas de extinção da punibilidade podem ser comunicáveis, aproveitando todos os autores, co-autores e partícipes, como nas hipóteses de renúncia e perdão nos crimes contra a honra, de casamento do agente com  a ofendida etc., ou incomunicáveis, que valem para cada um, não atigindo os demais, como na retratação do agente nos crimes de calúnia e difamação, morte
etc." Julio Fabbrini Mirabete no seu livro Manual de Direito Penal 20ª Edição Vol I
"Há duas exceções que permitem a exclusão do próprio delito: anistia e abolitio criminis. Quando um fato deixa de ser considerado criminoso por lei ou norma de complementação posterior [ex.: Portaria do Ministério da Saúde nos crimes envolvendo entorpecentes] (abolitio) ou o Estado declara esquecê-lo (anistia), é natural que afaste a concretização do crime, por desaparecimento da tipicidade." Guilherme de Souza Nucci, Manual de Direito Penal,6º edição